# 구거 (토목)

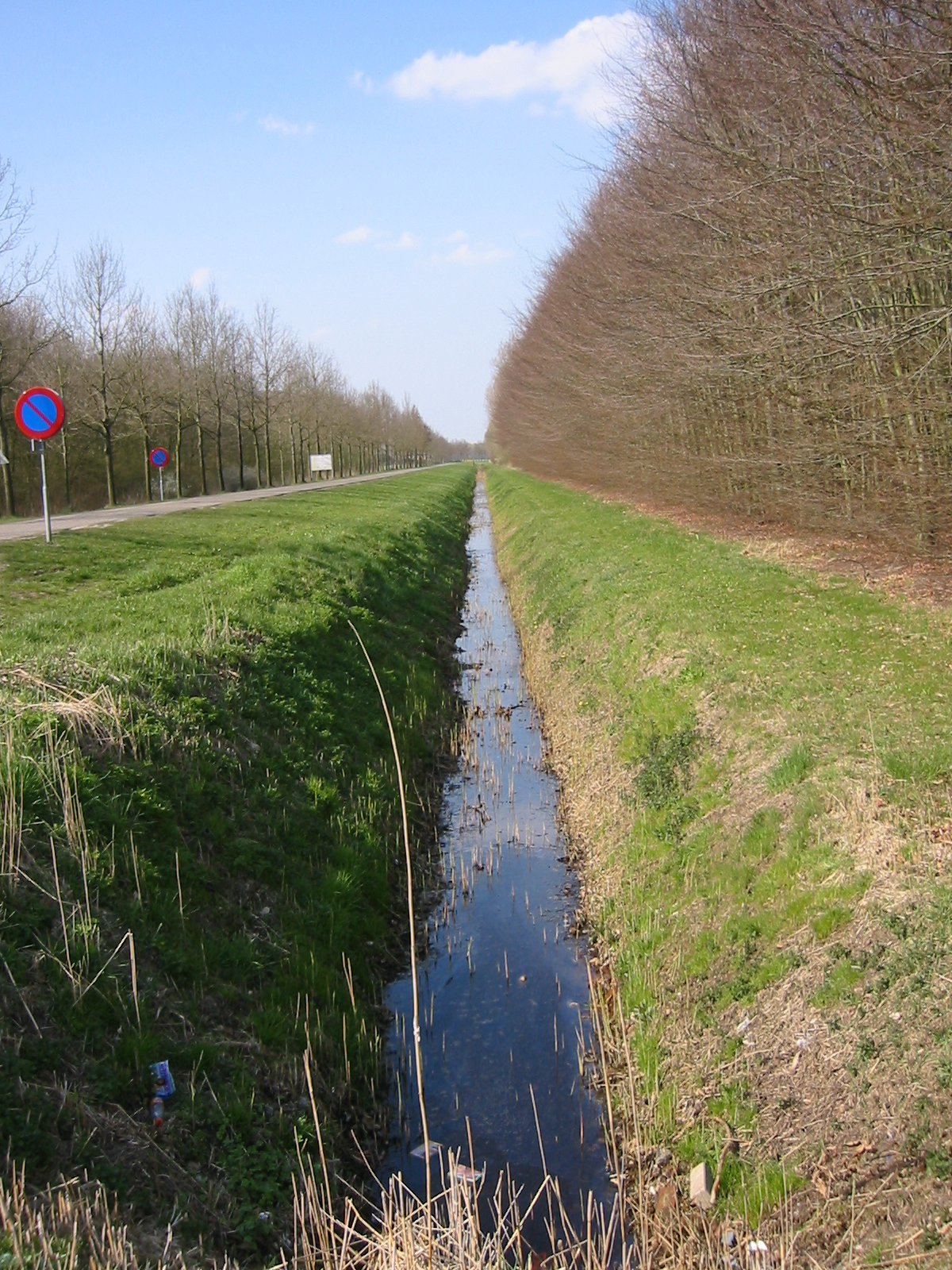
네덜란드의 구거

구거(溝渠)는 인공적인 수로로, 주로 급수·배수를 목적으로 한다. 인공 수로 중에서는 비교적 소규모이다.

## 같이 보기
- 도랑